# Hyundai Motor India
Die Hyundai Motor India Limited ist eine am 6. Mai 1996 gegründete Tochtergesellschaft der südkoreanischen Hyundai Motor Company mit Sitz in Chennai. Das Unternehmen gilt mit einer Jahresproduktion von 600.000 Einheiten als zweitgrößter Automobilhersteller Indiens. In etwa 2.400 Arbeitnehmer werden derzeit in den Werken von Irrungattukottai (Werk 1) und Dindia (Werk 2) beschäftigt. Zu Beginn der Fahrzeug-Identifikationsnummer nutzt der Hersteller den Weltherstellercode MAL sowie an elfter Position den Buchstaben M als Werkscode.

## Unternehmensgeschichte
Nach einer zweijährigen Bauphase konnte die Hyundai Motor India Limited schließlich am 23. September 1998 die Arbeit aufnehmen. Das Werk umfasste eine Fläche von 2,2 km². Die maximale Jahreskapazität lag bei 200.000 Einheiten. Das erste Produkt des Unternehmens war der Santro, der sich entgegen den Erwartungen Hyundais, schlagartig zu einem Markterfolg entwickelte. Das Modell wurde zu jener Zeit in Lizenzen des Kia Visto gefertigt. Für den Export verwendete das Unternehmen Modellbezeichnungen, die von der koreanischen Produktion stammten, um eine größere Produktionskapazität für das Modell zu gewährleisten. So hieß er in den meisten Ländern Atos Prime.
1999 nahm dann die zweite Montagelinie die Arbeit auf. Auf dieser wurde der Accent GTX zusammengebaut. Das Topmodell hörte auf die Bezeichnung GTX Tornado. Im Laufe des Jahres 2001 sind die Bauarbeiten, nach der Errichtung einer dritten Montagelinie, abgeschlossen worden. Auf dieser rollte der aktuelle Sonata Gold vom Band. Dadurch stieg die maximale Jahresproduktion auf 300.000 Einheiten.
Bereits 2002 wurde der Accent einer Modellpflege unterzogen und trug nun die Bezeichnung Accent Viva. Der Santro hingegen erlebte im Folgejahr einen Generationenwechsel. Anders als der in Korea gebaute Atos, gibt es diese Generation ausschließlich aus indischer Produktion. Die Exportbezeichnungen sind leicht verändert beibehalten worden. In Großbritannien wie auch in Polen und Irland ist der Modellname auf Amica verkürzt worden. In den übrigen Ländern hingegen, war er weiterhin unter der Bezeichnung Atos Prime bekannt. Für den Heimatmarkt entschied man sich dafür, den Modellnamen Santro Xing zu verwenden.
Im selben Jahr erweiterte das Unternehmen seine Modellpalette mit der Einfuhr von Importfahrzeugen. Mit dem SUV-Modell Terracan machte man den Anfang. Im März 2004 kam der Elantra dazu. Zeitgleich kam der neue Accent GLS auf den Markt und löste den Viva ab. Das Design war an dem des größeren Elantra angelehnt und sollte mit seinem frischeren Design einen jüngeren Kundenkreis ansprechen. Dem Trend des neuen Design folgte auch der Getz. Erst 2005 ergänzte man mit dem Tucson als drittes Importmodell die Modellpalette.
Doch brachte der Stil der neuen Modelle seine Probleme mit. Der Sonata, das einstige Topmodell, wirkte dadurch kleiner, was letztlich die Markteinführung der neuen Generation notwendig machte. Dieser kam schließlich unter der Modellbezeichnung Sonata Embera auf den indischen Markt. Nach dem ausgebliebenen Erfolg für die Neugestaltung des Accent auf dem Heimatmarkt, entschied man sich Ende 2005 dazu, das ursprüngliche Design des Modells wieder aufzugreifen. Der von nun an genannte Accent GLE unterschied sich nur geringfügig vom Viva, doch sind insbesondere die neuen Scheinwerfer, der Kühlergrill wie auch die neuen Stoßfänger nicht zu übersehen. Da der Modellname des Accent damit belegt ist und auch die aktuelle Generation dessen für Indien angekündigt worden war, legte man diesen unter der Bezeichnung Verna auf, die sich auf anderen Märkten als parallele Namensgebung bereits erfolgreich durchgesetzt hatte.
Eine weitere Aktualisierung der Modellpalette führte die Hyundai Motor India Limited im Sommer 2007 durch. Zu dieser Zeit kam der neue Getz Prime auf den Markt. Der i10 folgte im September und sollte ursprünglich den Santro Xing ablösen. Doch aufgrund der weiterhin bestehenden Beliebtheit des Modells sah man davon ab. Anstatt dessen wurde lediglich die Produktion der Exportversionen eingestellt um die Serienproduktion des i10 zu ermöglichen. Gegen Jahresende wurde dann der Import der Modelle Elantra und Terracan eingestellt. Im Februar 2008 präsentierte das Werk den neuen Uber Cool i20. Dieser ist das erste Modell das im neu errichteten Werk 2 gebaut wird. Die Produktionskapazität wurde damit auf 600.000 Einheiten pro Jahr erhöht. Im Dezember 2009 stellte das Unternehmen die Produktion des Sonata Embera ein. Die Nachfolge trat dafür der aus den Vereinigten Staaten bezogene Sonata Transform an. Doch um die Verkaufspreise des Sonata in Indien zu senken um ihn mit vergleichbaren Modellen konkurrenzfähig zu machen, musste das Unternehmen den Tucson ersetzen. Die Wahl fiel mit dem Santa Fe erneut auf einen SUV. Eine kurze Zeit später unterzog man den Verna einer Modellpflege und bot diesen von da an als Verna Transform an. Ebenso hatte man den i10 durch den Next Gen i10 ersetzt. Der Getz Prime war unterdessen aus dem Modellprogramm verschwunden.
Auch im Jahre 2011 wurde die Modellpalette einer Überarbeitung unterzogen. So wurde der Accent GLE leicht verändert und ist seither unter der Bezeichnung Accent Executive bekannt. Und der Fluidic Verna ersetzte den Verna Transform. Als ersten Pkw-Modells des A-Segments, stellte Hyundai den neuen EON vor. Insbesondere die Werbeparole "India On" sorgte in den benachbarten Ländern Indiens für Empörung. Zum Jahreswechsel entfiel dann auch der Sonata Transform. Diesen ersetzte man im Januar 2012 durch den neuen Sonata.